# Pieśń o Rolandzie

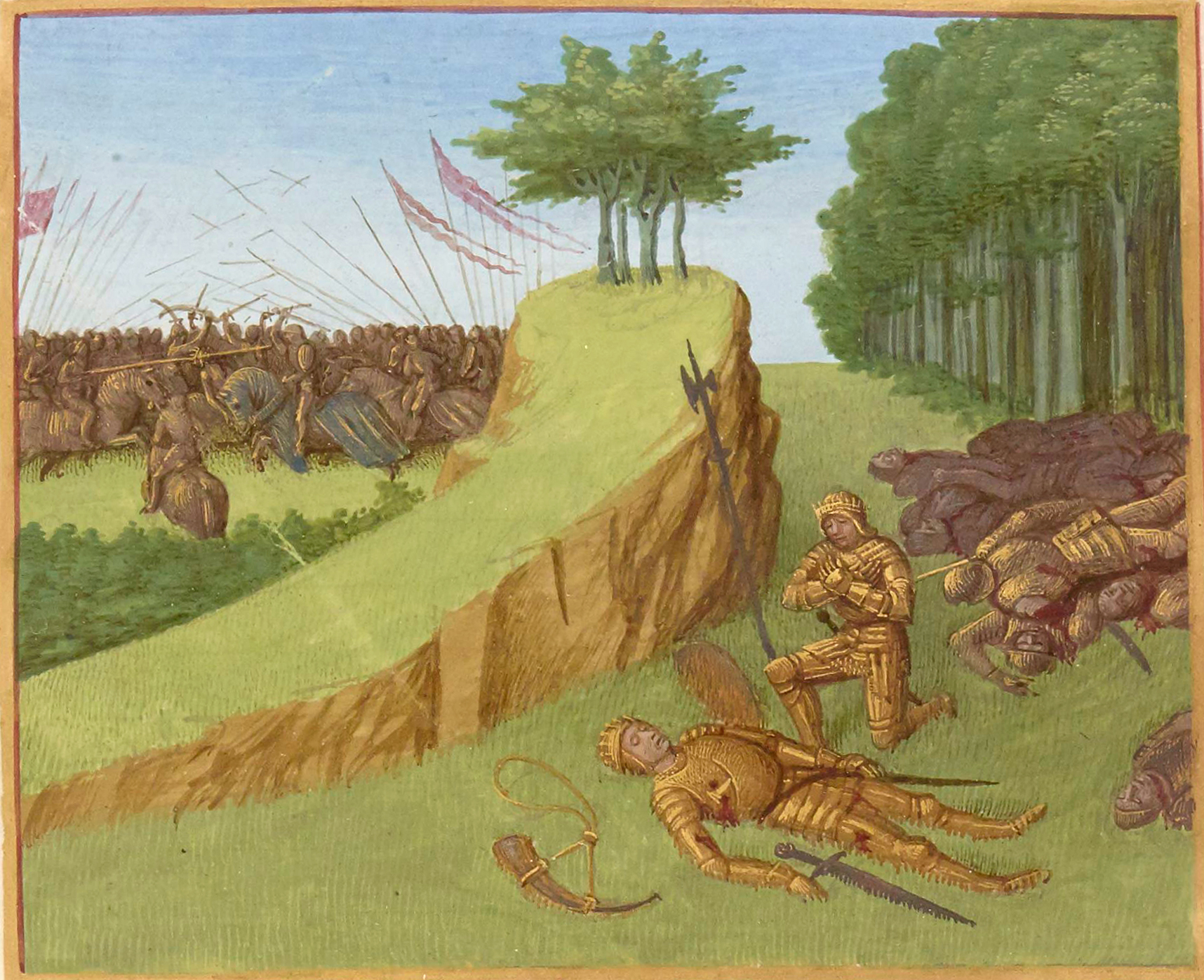
Śmierć Rolanda w bitwie pod Roncevaux, ilustracja z manuskryptu, ok. 1455-1460

Pieśń o Rolandzie (fr. La Chanson de Roland) – francuska pieśń, najstarszy i najbardziej znany francuski epos rycerski, należący do tzw. chansons de geste (pieśni o bohaterskich czynach). Utwór datowany jest na XI wiek, a znany jest z anglo-normandzkiego rękopisu oksfordzkiego z 1170. Autor jest nieznany, jedyną wzmianką o nim jest adnotacja na końcu rękopisu wspominająca osobę o imieniu Turold.
Polski przekład Pieśni o Rolandzie pochodzi z roku 1932, jego autorem jest Tadeusz Boy-Żeleński.
Pełny tekst:  Pieśni o Rolandzie  w Wikiźródłach 

  Pobierz jako: EPUB   • PDF   • MOBI  

## Tło historyczne
Utwór opisuje starcie dwóch cywilizacji: chrześcijańskiej i muzułmańskiej (chociaż wykreowanej w sposób odległy od rzeczywistości), przedstawiając dzieje wyprawy wojennej Karola Wielkiego do Hiszpanii przeciw Saracenom w roku 778, a szczególnie bitwę w wąwozie Roncevaux. Wydarzenia przedstawione są w sposób poważnie odbiegający od prawdy historycznej, a znaczenie bitwy zostało wyolbrzymione (środek typowy dla chanson de geste). W rzeczywistości idący w tylnej straży wojsk Franków Roland, hrabia Bretanii, został zaskoczony przez oddziały Basków, a po zaciętym starciu zabity razem z całym swoim oddziałem. Taką wersję wydarzeń, datowaną na 15 lipca 778, podaje Einhard w swojej kronice. W utworze ambitny hrabia Roland, siostrzeniec Karola, zostaje wciągnięty w zasadzkę i ponosi śmierć wraz z towarzyszącymi mu rycerzami. 

## Okoliczności powstania utworu
Badacz średniowiecznej literatury francuskiej Joseph Bédier wysuwał tezę, iż genezy Pieśni o Rolandzie należy się doszukiwać w utworach komponowanych i wykonywanych przez tzw. jongleurs (śpiewaków) na potrzeby pielgrzymów na szlaku do Santiago de Compostela, gdy mijali oni wąwóz Roncevaux, a później i na innych uczęszczanych szlakach pielgrzymek. Podkreślał on istnienie na poły mitycznej figury Rolanda w kulturze ludowej Katalonii (jako Rotllà) oraz Basków. Bédier sądził też, że śpiewacy ci byli wręcz zatrudniani przez zakonników.
Wpływ duchowieństwa na niektóre elementy eposu jest niewątpliwy (np. akcenty „religii królewskiej”). Pytanie natomiast, jakie piętno wycisnęli na epopei jongleurs, ludzie z gminu, a jakie rycerstwo i jego tradycje. Epos stanowił odbicie świata rycerskiego; opiewał niezłomność, bohaterstwo, wytrwałość.

## Przegląd treści
Utwór podzielony jest na cztery części:
- od 1 do 79 strofy (laisse) – Ganelon, zazdrosny o stosunek Karola Wielkiego do Rolanda, decyduje się na zdradę swojego władcy. Wchodzi w zmowę z kalifem Saracenów Marsylem.
- od 80 do 176 strofy – opis bitwy pod Roncevaux. Roland, zaskoczony przez oddział Saracenów, odmawia wezwania pomocy Karola Wielkiego mimo rad rozważnego przyjaciela, hrabiego Oliwiera. W bitwie giną wszyscy członkowie straży tylnej, w tym Roland (wezwawszy pomoc w momencie, gdy nie jest ona już w stanie nic zmienić), Oliwier i arcybiskup Turpin.
- od 177 do 266 strofy – wojska Karola Wielkiego docierają na pole bitwy, dochodzi do ponownego starcia z Saracenami, tym razem całkowicie zwycięskiego dla Franków.
- od 267 do 291 strofy – po zwycięskiej bitwie schwytani Saraceni zostają straceni lub zmuszeni do przejścia na chrześcijaństwo, a Ganelon skazany na śmierć przez rozerwanie końmi.

Pieśń oddaje ideały rycerza chrześcijańskiego. Występują w niej postaci charakterystyczne dla tego typu eposu:
- władca (Karol Wielki, majestatyczny i dysponujący władzą pochodzącą od Boga, obrońca wiary)
- rycerz (Roland, dzielny i wierny władcy, ginie w walce w obronie wiary, a aniołowie zanoszą jego duszę do Raju)
- kobieta (Oda, narzeczona rycerza; umiera na wieść o śmierci ukochanego)
- zdrajca (Ganelon, ojczym Rolanda)